# 5,10-Methylentetrahydrofolat
5,10-Methylentetrahydrofolat ist ein Cofaktor in mehreren biochemischen Reaktionen. In der Natur kommt es als Diastereomer [6R]-5,10-Methylen-THF vor.

## Vorkommen
Als Zwischenprodukt im Ein-Kohlenstoff-Stoffwechsel wird 5,10-CH2-THF in 5-Methyltetrahydrofolat, 5-Formyltetrahydrofolat und Methenyltetrahydrofolat umgewandelt. Es ist ein Substrat für das Enzym Methylentetrahydrofolat-Reduktase (MTHFR) und wird hauptsächlich durch die Reaktion von Tetrahydrofolat mit Serin gebildet, katalysiert durch das Enzym Serin-Hydroxymethyltransferase.

## Funktionen

### Entgiftung von Formaldehyd
5,10-Methylentetrahydrofolat ist ein Zwischenprodukt bei der Entgiftung von Formaldehyd.

### Pyrimidin-Biosynthese
Es ist der Ein-Kohlenstoff-Donor für die Thymidylat-Synthase (TS), für die Methylierung von 2-Desoxy-Uridin-5-Monophosphat (dUMP) zu 2-Desoxy-Thymidin-5-Monophosphat (dTMP). Das Coenzym ist für die Biosynthese von Thymidin notwendig und ist der C1-Donor in den Reaktionen, die von TS und der Thymidylat-Synthase (FAD) katalysiert werden.

### Biomodulator
[6R]-5,10-Methylen-THF ist ein Biomodulator, der nachweislich die erwünschte zytotoxische Antitumorwirkung von Fluorouracil (5-FU) verstärkt und den Stoffwechselweg umgehen kann, den andere Folate (wie Leucovorin) benötigen, um die notwendige Aktivierung zu erreichen. Der aktive Metabolit wird in klinischen Studien für Patienten mit Kolorektalem Karzinom in Kombination mit 5-FU untersucht.